# Maschwanden
Maschwanden é uma comuna da Suíça, no Cantão Zurique, com cerca de 578 habitantes. Estende-se por uma área de 4.67 km², de densidade populacional de 124 hab/km². Confina com as seguintes comunas: Cham (ZG), Hünenberg (ZG), Knonau, Mettmenstetten, Obfelden.
A língua oficial nesta comuna é o Alemão.